# Ardisia folsomii
Ardisia folsomii är en viveväxtart som beskrevs av C.L. Lundell. Ardisia folsomii ingår i släktet Ardisia och familjen viveväxter. Inga underarter finns listade i Catalogue of Life.